# Carlo Giuseppe Bergamini
Carlo Giuseppe Bergamini (ur. 19 stycznia 1868 w Carrarze, zm. 16 lipca 1934 w Christchurch) – włoski rzeźbiarz i kamieniarz, działający w Nowej Zelandii.

## Życiorys
Carlo Giuseppe Bergamini był synem Oreste Bergaminiego oraz Marii de Raimondo Castelpoggi. Jako młody człowiek podróżował w interesach do Australii i Nowej Zelandii, w charakterze przedstawiciela rodzinnej firmy z Carrary, oferującej dostawy marmuru oraz dzieł kamieniarskich: nagrobków i pomników. W nowozelandzkim Dunedin poznał Elizabeth Jane Reid, imigrantkę z Irlandii. Pobrali się 18 maja 1889 roku i Bergamini pozostał w Nowej Zelandii (według rodzinnej tradycji pieniądze przeznaczone na podróż powrotną wydał na miesiąc miodowy w Melbourne), podejmując pracę jako kamieniarz i rzeźbiarz. Wstępnie obrobione kamienie sprowadzał z Carrary, z rodzinnej firmy, po czym nadawał im ostateczny kształt, najczęściej nagrobków na cmentarzach w regionie Otago.
W 1902 roku, po zakończeniu II wojny burskiej, lokalne wspólnoty zgłosiły zapotrzebowanie na pomniki, mające upamiętnić nowozelandzki wkład w wysiłek wojenny Imperium oraz ofiary konfliktu. Carlo Bergamini rozesłał swoje projekty na szereg z ogłoszonych konkursów i zwyciężył w pięciu z nich: w Palmerston, Waimate, Oamaru, Riverton i Dunedin. Zwycięskie projekty wyrażały połączenie nowozelandzkiej dumy narodowej i entuzjazmu, z jakim kraj ten wsparł Imperium w wojnie. Aby wypełnić zobowiązania, Bergamini wszedł w spółkę ze swym teściem, Hugh Reidem.
Spółka ta rozpadła się w 1909 roku, zaś Bergamini przeprowadził się do Christchurch. Rozpadło się również jego małżeństwo, zakończone rozwodem w latach I wojny światowej. Bergamini porzucił pracę jako kamieniarz, podejmując zawód komiwojażera amerykańskiego przedsiębiorstwa International Harvester. Pomimo zamieszkania w Nowej Zelandii, do końca życia zachował włoskie zwyczaje, także swoją córkę wysłał na kilka lat do ojczyzny dziadków. Zmarł w 1934 roku.